# 이렇게 곁에 있는데도
〈이렇게 곁에 있는데도〉(일본어: こんなにそばに居るのに)는 일본의 밴드 ZARD의 12번째 싱글 앨범으로, 1994년 8월 8일 발매되었다. (8cm CD: BGDH-1039) 사카이 이즈미가 작사, 쿠리바야시 세이이치로가 작곡, 아카시 마사오가 편곡을 맡았다. 이 노래는 주식회사 미키의 "부티크 JOY" 광고 삽입곡으로 사용됐다.
B사이드 곡은 〈그대 탓이 아니야〉(あなたのせいじゃない)이며 〈이렇게 곁에 있는데도〉와 작사 ·  작곡 ·  편곡에 변화는 없다.
싱글은 오리콘 주간 싱글차트 1위에 올랐으며, 12주간 차트에 머물렀다.

## 수록곡
| #            | 제목                                                  | 작사          | 작곡                  | 편곡          | 재생 시간 |
| ------------ | ----------------------------------------------------- | ------------- | --------------------- | ------------- | --------- |
| 1.           | 〈〈이렇게 곁에 있는데도〉〉 (こんなにそばに居るのに) | 사카이 이즈미 | 쿠리바야시 세이이치로 | 아카시 마사오 | 5:34      |
| 2.           | 〈〈그대 탓이 아니야〉〉 (あなたのせいじゃない)       | 사카이 이즈미 | 쿠리바야시 세이이치로 | 아카시 마사오 | 5:10      |
| 3.           | 〈〈이렇게 곁에 있는데도〉〉 (Original Karaoke)       |               |                       |               | 5:32      |
| 총 재생 시간 | 총 재생 시간                                          | 총 재생 시간  | 총 재생 시간          | 총 재생 시간  | 16:16     |